# Medaglia d'oro Città di Bergamo

Stemma della Città di Bergamo

La Medaglia d'oro della Città di Bergamo è una benemerenza civica istituita nel 1987 dal Comune di Bergamo per onorare cittadini, associazioni o enti che si sono distinti per meriti nei campi delle scienze, lettere, arti, industria, lavoro, scuola, sport, iniziative sociali, assistenziali e filantropiche, o per rilevanti atti di liberalità. Rappresenta il massimo riconoscimento civico conferito dall'amministrazione comunale.

## Storia
La Medaglia d'Oro della Città di Bergamo è stata istituita dal Consiglio Comunale di Bergamo guidato dal sindaco Giorgio Zaccarelli. La creazione di questo riconoscimento rispondeva alla volontà dell'amministrazione comunale di dotarsi di uno strumento ufficiale per rendere omaggio a quanti, con opere di particolare significato, avessero contribuito a rafforzare il prestigio della città o si fossero distinti per il loro impegno civile, culturale, sportivo, artistico o scientifico.
Promosso nell'ambito di un più ampio progetto di valorizzazione delle eccellenze cittadine, il riconoscimento si affiancava ad altre forme di segni di gratitudine civica, come l'attestato di civica benemerenza e la cittadinanza onoraria. Il regolamento stabiliva che la concessione dovesse avvenire su deliberazione della Giunta comunale, con parere favorevole dell'Ufficio di Presidenza e la maggioranza qualificata dei due terzi dei componenti, sottolineando così l'importanza di una decisione condivisa e rappresentativa. Nel corso degli anni, il regolamento è stato più volte aggiornato — da ultimo nel 2020 — per adeguarsi alle esigenze della comunità e includere nuovi ambiti di riconoscimento, senza alterare i principi ispiratori originari. Ogni anno possono essere assegnate al massimo cinque Medaglie d'Oro e dieci attestati di civica benemerenza. Il riconoscimento viene conferito dal Sindaco di Bergamo durante una seduta straordinaria del Consiglio Comunale, tradizionalmente in prossimità delle festività natalizie.
Particolarmente significativo è stato il conferimento collettivo delle medaglie nel 2020 al personale medico, infermieristico, ausiliario e ai volontari della città in riconoscimento dell'eccezionale impegno profuso durante l'emergenza sanitaria da COVID-19. La cerimonia di consegna delle medaglie, inizialmente prevista per dicembre 2020, è stata posticipata al 30 giugno 2021 a causa delle nuove misure di contenimento del contagio introdotte a ottobre 2020. Durante l'evento presso il Teatro Donizetti, il sindaco Giorgio Gori ha sottolineato l'importanza di riconoscere il valore umano e professionale di coloro che hanno rappresentato una luce nel momento più buio che Bergamo abbia mai conosciuto dopo la Seconda Guerra Mondiale.
Nel corso degli anni, la Medaglia d'oro della Città di Bergamo è stata conferita a diverse personalità e realtà che hanno dato lustro alla città. Tra gli insigniti più noti: Ermanno Olmi (1988); Nicola Trussardi (1999); Bruno Bozzetto (2003); Felice Gimondi (2012); Riccardo Muti (2016) per il suo contributo alla diffusione della musica e per il legame con la città; Sofia Goggia (2022): per i suoi successi sportivi a livello internazionale e Atalanta Bergamasca Calcio (2024): per la storica vittoria in Europa League che ha portato prestigio alla città a livello europeo.

## Descrizione
Il Comune di Bergamo attribuisce due principali segni di riconoscenza civica:
- Medaglia d'oro: costituisce il massimo onore che l'amministrazione comunale può attribuire, ed è riservata a persone, enti o associazioni che, con il loro operato, abbiano apportato un contributo di eccezionale rilievo al prestigio della città in ambiti quali la cultura, le arti, le scienze, lo sport, l'impegno civile o sociale.
- Attestato di civica benemerenza: concessa come riconoscimento di meriti significativi, in particolare a coloro che si sono distinti per attività di rilevante valore civico o morale a favore della comunità.

Entrambe le onorificenze si presentano come medaglie circolari realizzate rispettivamente in oro e in argento. Sono accompagnate da un nastro nei colori ufficiali della città, il giallo e il rosso, e vengono conferite nel corso di una cerimonia insieme a un attestato firmato dal Sindaco e dal Segretario Generale.

## Cittadinanza onoraria
Accanto alla Medaglia d'Oro e all'attestato di civica benemerenza, il Comune di Bergamo prevede anche il conferimento della cittadinanza onoraria, destinata a cittadini italiani o stranieri non residenti nel territorio comunale che si siano particolarmente distinti in campo civile, militare, religioso o culturale, contribuendo in modo significativo alla crescita dei valori di pace, solidarietà e convivenza civile. In casi eccezionali, il riconoscimento può essere conferito anche ad associazioni, enti o persone giuridiche che abbiano operato con particolare merito pur non avendo sede a Bergamo.
La concessione della cittadinanza onoraria avviene su deliberazione del Consiglio Comunale, con il voto favorevole dei quattro quinti dei suoi componenti, previo parere dell'Ufficio di Presidenza.
Nel corso degli anni, la cittadinanza onoraria è stata attribuita a personalità di rilievo nazionale e internazionale, simbolo dei valori che la città intende promuovere. Tra le cittadinanze onorarie più significative si ricorda quella concessa a Papa Giovanni XXIII, originario della provincia bergamasca, alla cui memoria è intitolata anche una speciale forma di cittadinanza onoraria conferita ogni cinque anni a figure impegnate per la pace e la fratellanza tra i popoli.

## Onorificenze 1988

### Medaglia d'oro
- Mino Baracchi
- Giuseppe Belotti
- Achille Bortolotti
- Guido Carminati
- Luca Crispino
- Lidia Curti
- Lina Dasso
- équipe Istituto Mario Negri (collettiva)
- Fanny e Tito Legrenzi
- Emilio Mazzoleni
- Bindo Missiroli
- Ermanno Olmi
- Lucio Parenzan ed équipe Cardiochirurgica OO.RR.
- Tommaso Bortolo Sozzi
- Mons. Andrea Spada
- Lorenzo Suardi

### Cittadinanza onoraria
- Don Egidio Viganò

## Onorificenze 1989

### Medaglia d'oro
- Giambattista Bulla
- Elsa Carissoni
- Luigi Ciocca
- Emilio Fuzier
- Nina Kancisvilli
- Emilio Lombardini
- Pier Carlo Masini
- Lucio Pantaleo Losapio e Gruppo di intervento medico chirurgico di protezione civile
- Piero Pedroli
- Aldo Perolari
- Giacomo Pezzotta
- Antonio Rodari - AIDO
- Gianni Battista Scaglia
- Filippo Siebaneck
- Guido Tadini
- Giuseppe Taino
- Mario Tassoni

### Civica benemerenza
- Carlo Colleoni
- Anna e Carla Invernizzi
- Rosetta Locatelli
- Don Giovan Maria Pizzigalli e personale Albergo Popolare (benemerenza collettiva)

## Onorificenze 1995

### Medaglia d'oro
- Ennio Draghicchio
- Giuseppe Fumagalli

## Onorificenze 1996

### Medaglia d'oro
- Mons. Alberto Bellini
- Giuseppe Brighenti (alla memoria)
- Edvige Invernici
- Mons. Antonio Locatelli
- Franco Mandelli
- Hyman Minsky (alla memoria)
- Agostino Orizio
- Nino Zucchelli (alla memoria)

### Civica benemerenza
- Elia Ajolfi
- Giorgio Brumat
- Loretta Brusa Donizetti
- Ezio Foppa Pedretti
- Andrea Galmozzi
- Rita Gay
- Livia Giustozzi Cavalli
- Raffaele Joppi
- Attilia Marchesi
- Luigi Marchi (alla memoria)
- Vittorio Mora
- Antonia Pizzigoni
- Enrico Radici
- Italo Ricci
- Enzo Sensi (alla memoria)
- Emilia Strologo
- Giulia Trovesi Cremaschi
- Carla Zilocchi

## Onorificenze 1997

### Medaglia d'oro
- Sandro Angelini
- Associazione Nazionale Alpini
- Mons. Severo Bortolotti
- Giovanni Serughetti
- Suore Piccole Serve del Sacro Cuore di Gesù

### Civica benemerenza
- Gianantonio Asperti
- Alfredo Calligaris
- Claudio Ferrara
- Mariana Frigeni Careddu
- Mario Mangiarotti
- Rita Traini Romagnoli
- Università degli Anziani
- Cleo Zolla

### Cittadinanza onoraria
- Ermanno Olmi
- William Ashbrook
- Angelo Nicola (alla memoria)

## Onorificenze 1998

### Medaglia d'oro
- Arciconfraternita dei Bergamaschi in Roma
- Leonardo Caprioli
- Comando Provinciale dei Carabinieri
- Carlo Leidi (alla memoria)
- Adriana Locatelli

### Civica benemerenza
- Conte Enrico Benaglio
- Paolo Caccianiga
- Marcello Chiantoni
- Moto Club Bergamo
- Gino Pecchi
- Sergio Polillo (alla memoria)
- Round Table 39 Bergamo

### Cittadinanza onoraria
- Mons. Loris Francesco Capovilla
- Andrea Viterbi

## Onorificenze 1999

### Medaglia d'oro
- Sergio Capoferri
- Trento Longaretti
- Fernando Masone
- Benedetto Ravasio (alla memoria)
- Nicola Trussardi (alla memoria)

### Civica benemerenza
- Agostino Cardinali
- Gianni Civera
- Enzo Crepaldi
- Roby Facchinetti
- Teresina Manella
- Aldo Novi
- Salvatore Rosella
- Virgilio Saltalamacchia (alla memoria)
- Milena Tinaglia Curnis

## Onorificenze 2000

### Medaglia d'oro
- Benvenuto Cuminetti (alla memoria)
- Luigi Galluzzi
- Giuseppe Gurrieri (alla memoria)
- Gianfranco Spajani
- Marzio Tremaglia (alla memoria)

### Civica benemerenza
- Gianni Barachetti
- Giulio Bosetti
- Zaira Cagnoni
- Ilario Garlini
- Maria Grazia Mamoli
- Giovanni Milani (alla memoria)
- Don Serafino Minelli
- Simone Moro
- Mario Pomesano
- Gianni Remuzzi (alla memoria)

## Onorificenze 2001

### Medaglia d'oro
- Giuliano Berizzi (alla memoria)
- Mons. Gaetano Bonicelli
- Guido Gambarini (alla memoria)
- Romolo Lombardini
- Silvano Manzoni

### Civica benemerenza
- AIDO-Associazione Italiana Donatori di Organi
- Associazione Ducato di Piazza Pontida
- Lorenzo Boggi
- Emilia Bosis
- Comitato 30 ore per la vita
- Andreina Moretti
- Vittorio Naldini
- Ettore Tacchini
- Giovanni Vavassori
- Sandro Zambetti

## Onorificenze 2002

### Medaglia d'oro
- Mons. Giovanni Antonietti
- Caritas Diocesana Bergamasca
- Ezio Foppa Pedretti
- Mons. Daniele Rota
- Daniele Vimercati (alla memoria)

### Civica benemerenza
- Cecilia Arnoldi
- Associazione Disabili Bergamaschi
- Associazione sostenitrice portatori di handicap
- Giuseppe Antonio Banfi
- Angelo Beretta (alla memoria)
- Rita Milesi
- Edoardo Pedone
- Società Fiorente Bergamo
- Danilo Tagliabue (alla memoria)
- Mario Traini

## Onorificenze 2003

### Medaglia d'oro
- Achille e Cesare Bortolotti
- Alberto Bombassei
- Arma dei carabinieri
- Bruno Bozzetto
- Piero Brolis (alla memoria)

### Civica benemerenza
- Marcello Annoni
- Comitato per il Nuovo Dipartimento di Pediatria degli OO.RR. di Bergamo
- Giovanni Battista Cortinovis
- Federazione delle Associazioni Nazionali Disabili (FAND)
- Vittorio Fellegara
- Tarcisio Ferrari
- Martino Gianvito
- Alberto Paganoni (alla memoria)
- Mons. Achille Sana
- Wallys Santocchi

## Onorificenze 2004

### Medaglia d'oro
- Ottavio Alfieri
- Vincenzo Bombardieri
- Giuseppe Peruta
- Giuseppe Remuzzi
- Luigi Veronelli (alla memoria)

### Civica benemerenza
- Mons. Arrigo Arrigoni
- AVIS – Sezione di Bergamo
- Giuliana D'Ambrosio
- Agostino Da Polenza
- Aldo Ghisleni (alla memoria)
- Gruppo Comunale Volontari di Protezione Civile

## Onorificenze 2005

### Medaglia d'oro
- Eugenio Bruni
- Letterio Di Mauro (alla memoria)
- Salvo Parigi
- Don Fausto Resmini

### Civica benemerenza
- Giuseppe Capellini
- Vittorio Cerea (alla memoria)
- Mino Favini
- Franco Gatti (alla memoria)
- Arnaldo Gualandris
- Angelo Mainetti
- Roberto Minardi (alla memoria)
- Franco Rho (alla memoria)
- Mario Santini (alla memoria)
- Maddalena Scotti Guffanti

### Cittadinanza onoraria
- Liliana Segre

## Onorificenze 2006

### Medaglia d'oro
- Giacinto Facchetti (alla memoria)
- Eliseo Milani (alla memoria)
- Bruno Minetti (alla memoria)
- Lelio Pagani (alla memoria)
- Andrea Tosi (alla memoria)

### Civica benemerenza
- Giacomo Agostini
- Associazione Aiuto Donna-Uscire dalla violenza
- Luigi Biava
- Cristina Botta
- Michele Colledan
- Elio Corbani
- Amaddeo "Mimmo" Demetrio
- Domenico Lucchetti
- Giacomo Nicolini
- Felice Rzzi

## Onorificenze 2007

### Medaglia d'oro
- Ateneo di scienze, lettere e arti di Bergamo
- Club Alpino Italiano - Sezione di Bergamo
- Mons. Vittorio Nozza
- Giulio Questi

### Civica benemerenza
- Associazione “Cuore Batticuore"
- Associazione scout Agesci, Associazione scout Cngei, Associazione scout Masci
- Enzo Catellani
- Giuseppina Cazzaniga Ravasio
- Louis Frosio
- Luciana Previtali Radici

### Cittadinanza onoraria
- Magdi Habib Jacoub
- Conte Gian Paolo Agliardi

## Onorificenze 2008

### Medaglia d'oro
- Associazione BergamoScienza
- Giuseppe Canavotto (alla memoria)
- Giuseppe Locatelli
- Giovanni Pandini
- Ilario Testa

### Civica benemerenza
- Associazione Amici del Museo Archeologico
- Associazione Amici del Museo di Scienze naturali e dell’Orto botanico di Bergamo
- Associazione Amici del Museo Storico
- Associazione Amici dell’Accademia Carrara
- Associazione Amici della Biblioteca Civica Angelo Mai
- Associazione Amici della MIA
- Associazione Mici per Amici
- Associazione volontari "Sempre Insieme"
- Vincenzo Barca
- Club GAMeC
- Corpo delle Infermiere Volontarie di Bergamo
- Cristiano Doni
- Daniele Eynard
- Luigi Guidobono Cavalchini
- Arbace Mazzoleni
- Unione Italiana Lotta alla Distrofia Muscolare Onlus – Sezione di Bergamo

## Onorificenza 2009

### Medaglia d'oro
- Tiziano Barbui
- Giacomo Bartoli
- Mario Donizetti
- Mirko Tremaglia
- Umberto Zanetti

### Civica benemerenza
- Bruno Agazzi, Duca di Piazza Pontida
- Attilio Campana
- Don Gianni Carminati
- Angelo Gamba (alla memoria)
- Valentina Lanfranchi
- Giovanni Licini
- Santo Locatelli
- Angelo Marchesi
- Giovan Battista Paninforni
- Franco Pini

## Onorificenze 2010

### Medaglia d'oro
- Mons. Roberto Amadei
- Conte Antonio Moroni
- Camillo Paganoni
- Roberto Sestini
- Willi Zavaritt

### Civica benemerenza
- Gian Carlo Alborghetti
- Associazione Nazionale Bersaglieri d'Italia "Gen. A. Scattini"
- Anna Bianconi Cortesi
- Massimo Casari
- Luigi Cortesi
- Daniela Guadalupi Gennaro
- Ferruccio Guidotti
- Emilio Moreschi
- Francesca Piccinini
- Tito Terzi

### Cittadinanza onoraria
- Associazione Nazionale Alpini

## Onorificenze 2011

### Medaglia d'oro
- Walter Bonatti (alla memoria)
- Centro di Studi Tassiani
- Cooperativa Città Alta
- Bonaventura Grumelli Pedrocca
- Carlo Passerini Tosi (alla memoria)

### Civica benemerenza
- A.Ri.Bi. - Associazione per il Rilancio della Bicicletta
- Fanfara "Città dei Mille"
- Silvia Ferruzzi
- Lega Italiana per la Lotta contro i Tumori - L.I.L.T. sez. Bergamo
- Franco Malnati
- Emiliano Mondonico
- Piercarlo Nolli (alla memoria)
- Fabio Gustavo Poli (alla memoria)
- Giuseppina Schöpf Fadda
- Vittorio Sonzogni

## Onorificenze 2012

### Medaglia d'oro
- Renato Barborini (alla memoria)
- Mons. Lino Belotti
- Bergamo Film Meeting
- Luigi D'Andrea (alla memoria)
- Felice Gimondi
- Franco Provera

### Civica benemerenza
- Associazione Aiuto per l'Autonomia Onlus
- Associazione Mosaico
- Don Virgilio Balducchi
- Maria Laura Baruffi (alla memoria)
- Ariela Benigni
- Croce bianca Città di Bergamo
- FAI Giovani Bergamo
- PHB - Polisportiva Bergamasca ONLUS
- Leonida Pozzi
- Scuola d'Arte Applicata "Andrea Fantoni"

## Onorificenze 2013

### Medaglia d'oro
- Mario Caffi (alla memoria)
- Don Sergio Colombo (alla memoria)
- Ermanno Comuzio (alla memoria)
- Paolo Ferrazzi
- Emilio Zanetti

### Civica benemerenza
- Associazione volontari ospedalieri Bergamo
- Centro Didattico Culturale del Civico Museo Archeologico
- Centro Didattico produzione Musica CDpM
- Privato Fenaroli
- Festival Pianistico Internazionale di Brescia e Bergamo
- Silvia Gazzola
- Gianni Mezzanotte
- Mario Rivola
- Unione ex alunni del Seminarino di Bergamo Alta
- Volontari Piedibus

## Onorificenze 2014

### Medaglia d'oro
- Associazione Oikos Onlus
- Peppino Nosari (alla memoria)

### Civica benemerenza
- Avvocatura per i diritti LGBT Rete Lenford
- Giuliana Bertacchi (alla memoria)
- Centro Internazionale Studi Montessoriani
- Circolo Culturale Giuseppe Greppi
- Guardie Ecologiche Volontarie Comune di Bergamo (benemerenza collettiva)
- Gruppo Speleologico Bergamasco “Le Nottole”
- Mario Invernici (alla memoria)
- Gianfranco Rota
- Mirko Signorelli (alla memoria)
- Vanni Zanella

## Onorificenze 2015

### Medaglia d'oro
- Mario Scaglia
- Cesvi

### Civica benemerenza
- Martina Caironi
- Roberto Spagnolo (alla memoria)
- Marino Lazzarini
- Lavoratrici e lavoratori Italcementi (benemerenza collettiva)
- Rina Agliardi
- Paola Arzano
- Giulia Martinelli (alla memoria)
- Associazione Noi Insieme
- Volontari Progetto Extrascuola (benemerenza collettiva)
- SBS Special Bergamo Sport

### Cittadinanza onoraria
- Ernesto Olivero (Cittadinanza onoraria Giovanni XXIII)

## Onorificenze 2016

### Medaglia d'oro
- Marco Cavagna (alla memoria)
- Riccardo Muti
- Don Gianni Chiesa (alla memoria)
- Giuseppe Gambirasio (alla memoria)
- TTB – Teatro Tascabile di Bergamo

### Civica benemerenza
- Gina Spinelli
- Famiglia Agnelli
- Costantino Rocca
- Giovanni “Mimmo” Boninelli (alla memoria)
- Giuseppe Daldossi
- Mario Guido Salvi
- AEGEE Bergamo
- ABIO – Associazione per il bambino in Ospedale
- Volontari Associazione Paolo Belli (benemerenza collettiva)
- Cooperativa Impresa Sociale Ruah

### Cittadinanza onoraria
- Simone Moro

## Onorificenze 2017

### Medaglia d'oro
- Elio Carminati
- Don Mario Marossi
- Associazione Centro Serivizi Bottega del Volontario
- Emanuele Prati (alla memoria)
- Associazione Carcere e Territorio

### Civica benemerenza
- Associazione Nazionale Carabinieri Città di Bergamo
- Giorgio Mirandola
- Associazione Il cerchio di gesso
- Fiorenza Varinelli
- Associazione ConGiulia ONLUS
- ANMIC Bergamo
- Roberto Sancinelli
- Angelo Piazzoli
- Volontari dell'Associazione BergamoScienza (benemerenza collettiva)
- Luigi Cordioli

## Onorificenze 2018

### Medaglia d'oro
- Silvio Albini (alla memoria)
- Associazione Venezia Giulia e Dalmazia
- Associazione NOESIS
- Don Davide Rota

### Civica benemerenza
- Raffaele Scuri
- Claudio Fortina
- Associazioni e Comitati dei genitori degli istituti comprensivi della Città (benemerenza collettiva)
- Ivan Cortinovis
- Isa Tamarelli Sartori
- Adriano Zavattaro
- Associazione sportiva Rugby Bergamo
- Presidenti dei Centri Terza Età (benemerenza collettiva)
- International Heart School
- City Angels

## Onorificenze 2019

### Medaglia d'oro
- Africa Tremila Onlus
- Roberto Bruni (alla memoria)
- Franco Locatelli
- Cesare Zonca
- Angelo Pessina e Franco Defendi

### Civica benemerenza
- Amedeo Cominetti
- Pieraugusto Gandini
- Alejandro Dario Gomez
- Associazione Compagni di Strada
- Walter Mapelli
- Laura Serra Perani
- Comitato Bergamasco per l'Integrazione
- Carlo Vimercati
- Associazione Nazionale Marinai d'Italia
- Armando Baldis

### Cittadinanza onoraria
- Francesco Lotoro
- Gian Piero Gasperini

## Onorificenze 2020

### Medaglia d'oro
- Personale medico della Città di Bergamo (benemerenza collettiva)
- Infermiere e infermieri della Città di Bergamo (benemerenza collettiva)
- Personale ausiliario operante nelle strutture sanitarie e socio-sanitarie della Città di Bergamo (benemerenza collettiva)
- Volontari della Città di Bergamo (benemerenza collettiva)

### Civica benemerenza
- Pepi Merisio
- Cecilia e Monica Morzenti
- Immaginare Orlando APS
- Erasmus Student Network
- Paolo Magri
- Accademia dello sport per la solidarietà
- Bruna Galavotti
- La redazione di "Spazio. Diario aperto dalla prigione"
- Fulvio Acquaroli
- Alessandro Medolago (alla memoria) e Armanda Ruggeri

### Cittadinanza onoraria
- Medici, infermieri e operatori sanitari della città

## Onorificenze 2021

### Medaglia d'oro
- Claudio Bonfanti
- Nicola Preteroti
- Mensa dei Frati Capuccini "Padre Alberto Beretta"
- Domenico Bosatelli
- Franco Tentorio

### Civica benemerenza
- Fondazione Vittorio Polli e Anna Maria Stoppani
- Coro "Gli Harmonici"
- Maria Mencaroni Zoppetti
- Giorgio Berta
- Giorgio Frigeri
- Associazione Piccoli Passi Per
- Associazione Sconfinando
- Associazione genitori ATENA
- Giovanna Pesenti
- Mauro Gelfi

## Onorificenze 2022

### Medaglia d'oro
- Sofia Goggia
- Gilberto Bonalumi
- Andrea Gibellini
- Erina Gambarini
- Emilio Moreschi

### Civica benemerenza
- Glenn Strömberg
- Casa Samaria
- Associazione per l'Aiuto al Neonato ODV
- Lidia Minardi
- Marcello Magni
- Oscar Bianchi
- ASD Runners Bergamo
- Giulio Zambelli
- Carlo Ubbiali
- Associazione Amici della Pediatria

## Onorificenze 2023

### Medaglia d'oro
- Giacomo Agostini
- Paolo Rocca
- Comunità don Lorenzo Milani
- Maria Cristina Rodeschini
- Molte Fedi sotto lo Stesso Cielo

### Civica benemerenza
- Pinguini Tattici Nucleari
- Ferdinando Bialetti (alla memoria)
- Susanna Pesenti
- Coro Gospel S. Antonio David's Singers
- Gian Gabriele Vertova
- Silvia Tropea Montagnosi
- Maurizio Tespili
- Excelsior Calcio
- Sergio Chiesa
- OrobicAmbiente

### Cittadinanza onoraria
- Vittorio Milesi
- Card. Pierbattista Pizzaballa (Cittadinanza onoraria Giovanni XXIII)

## Onorificenze 2024

### Medaglia d'oro
- Atalanta Bergamasca Calcio
- Aldo Ceccato
- Associazione Famiglia Aperta
- Gianriccardo Piccoli
- Pia Locatelli

### Civica benemerenza
- Volontari dell'alluvione (benemerenza collettiva)
- Arcigay Bergamo Cives
- Ororosa Basket Bergamo ASD
- Marten de Roon
- Fabio Galessi
- Giovanni Locatelli
- Gianmariano Marchesi
- Donata Pellizzari
- Roberto Pelucchi (alla memoria)
- Raffaella Poggiani Keller (alla memoria)

### Cittadinanza onoraria
- Accademia della Guardia di Finanza